# 国際連合安全保障理事会決議528
国際連合安全保障理事会決議528（こくさいれんごうあんぜんほしょうりじかいけつぎ528、英: United Nations Security Council Resolution 528）は、1982年12月21日に国際連合安全保障理事会で採択された決議である。安保理の公用語に関係する。
国際連合総会において、公用語の拡張の美点を称賛する決議3190が採択されたことを踏まえて、アラビア語を安保理の公用語に加えることを決議した。
採決の詳細は、「合意により」採択されたということ以外は、知らされなかった。